# 基斯·高文 (足球員)
克里斯托夫·派翠克·高文，OBE（英語：Christopher Patrick Coleman，1970年6月10日—）是一名已退役威爾斯職業足球員及現任足球領隊。
球員時代司職後衛，曾效力曼城、史雲斯、水晶宮、布力般流浪和富咸。2002年10月宣佈退役，掛靴後留在富咸教練組任職。
2003年3月，成為富咸看守領隊，之後正式執教富咸。其後歷任皇家蘇斯達、高雲地利、拿尼沙、威爾斯足球代表隊主教練。於擔任威爾斯足球代表隊主教練期間，
2016年，基斯·高文帶領威爾斯首次參加歐洲國家盃決賽周，晉級至準決賽，敗於葡萄牙出局。